# برادفورد مورو
برادفورد مورو (بالإنجليزية: Bradford Morrow)‏‏ (8 أبريل 1951 في بالتيمور - ) روائي، وشاعر، وصحفي من الولايات المتحدة.

## الجوائز
- زمالة غوغنهايم